# Crocidura ansellorum
Crocidura ansellorum là một loài động vật có vú trong họ Chuột chù, bộ Soricomorpha. Loài này được Hutterer & Dippenaar mô tả năm 1987.